# Ялта (транспорт)
«Ялта» — парусный транспорт Черноморского флота Российской империи, участник Крымской войны.

## Описание судна
Транспортное судно с деревянным корпусом и парусным вооружением шхуны. Длина судна составляла 25 метров, ширина 6,7 метра, а осадка 4,2 метра. Вооружение судна состояло из восьми 3-фунтовых чугунных пушек. 
Единственное парусное судно Российского императорского флота с таким названием за всю историю его существования.

## История службы
Парусный транспорт «Ялта» был заложена на стапеле Севастопольского адмиралтейства 3 (15) июля 1839 года и после спуска на воду 11 (23) декабря 1840 года вошёл в состав Черноморского флота России. Строительство вёл кораблестроитель подполковник А. П. Прокофьев.
В кампании с 1841 по 1853 год использовался для грузовых перевозок между портами Азовского и Чёрного морей.
В 1841 году совершал грузовые перевозки между портами Чёрного моря, в том числе между Севастополем и Николаевым.
В 1842 году совершал грузовые перевозки между портами Чёрного моря, а также совершал плавания вдоль берегов Крыма.
В кампании с 1843 по 1847 год также использовался для грузовых перевозок между портами Азовского и Чёрного морей.
В кампанию 1848 года также совершал грузовые рейсы между черноморскими портами.
В кампанию 1849 года совершал плавания с грузами вдоль берегов Крыма, между Севастополем и Николаевом и в Керченском проливе.
В кампании с 1848 по 1851 год также совершал грузовые рейсы между черноморскими портами.
В 1852 и 1853 годах использовался для грузовых перевозок между портами Азовского и Чёрного морей.
Принимал участие в Крымской войне.
В 1855 году время Обороны Севастополя был затоплен в Севастопольской бухте. 18 (30) января 1857 года был поднят со дна, отремонтирован и вновь введён в состав флота. 

## Командиры транспорта
Командирами транспорта «Ялта» в разное время служили:
- лейтенант П. И. Дергачёв (1841—1842 годы)[6];
- лейтенант, а с 11 (23) апреля 1848 года капитан-лейтенант Л. Н. Пыхачёв (1843—1849 годы)[20];
- капитан-лейтенант И. Т. Алексеев (1852—1853 годы)[21].